# ダン・ガウ
ダン・ガウ(ダン・ガオ、ベトナム語：đàn gáo / 彈梏)は、ベトナムの伝統的な器楽合奏に用いられる擦弦楽器である。ダン・ホーに似ている。  起源はベトナム南部であり、娯楽の中で用いられた。独奏、合奏、またカイ・ルオンと呼ばれるベトナム民謡劇の伴奏としても用いられる。ダン(đàn)とは弦楽器を意味し、ガウ(gáo)とは、文字通りに訳せばココナッツの殻で作られた柄杓を意味する。ダン・ガウは、英米文化の中で言えばフィドルに近く、中国文化の中で言えば椰胡や板胡に近い楽器である。

## 構造
ダン・ガウの共鳴器は、皮で覆われたココナッツの殻である。棹にはフレットはなく、棹の先は反り返っており、調弦の機構を有する。弦は二本である。伝統的には絹の弦が使われ、また今日では、代わりに金属弦も用いられる。弓は木製または竹製で、弓の糸もまた絹糸が用いられる。  運弓により、豊かな高音が奏でられる。 本体の二弦は必ず五度で調弦されるが、音程や音量の幅は自由に変えて演奏することができる。
ダン・ガウは、このように特に記述されなければ、同じくベトナムの楽器であるダン・ニーやダン・ホーと混同されうるものである。これらは主に、共鳴器の形や素材において異なり、またそれにより生み出される音も異なる。